# Ha llegado un inspector
Ha llegado un inspector -Llama el inspector- (An Inspector Calls) es una obra de teatro escrita por el dramaturgo John Boynton Priestley en el año 1946. Al igual que el libro "Tres piezas sobre el tiempo" esta obra está centrada en la reflexión acerca del problema del tiempo y de las preocupaciones sociales.

## Argumento
Ha llegado un inspector es una obra de suspense dividida en tres actos.
Comienza con una cena en la casa de la familia Birling. Se está festejando el compromiso entre Sheila, la hija del señor y la señora Birling, y Gerald Croft. De pronto aparece el inspector Goole, quien anuncia que una joven se ha suicidado tomando desinfectante. En el transcurso de la obra se descubre que todos los integrantes de la familia (inclusive el novio de la hija) habían tenido alguna clase de relación o encuentro con esa joven, la cual utilizaba un nombre diferente para cada ocasión. Había sido empleada del señor Birling y despedida por capricho de Sheila, había sido amante de Gerald y la señora Birling no había querido ayudarla cuando la joven había acudido a un hogar de mujeres en el cual ella era voluntaria. Por otro lado, el hijo que esperaba la joven era de Eric, el hijo varón del señor y la señora Birling. 
Al retirarse el inspector y después de hacer unas cuantas llamadas telefónicas descubren que no existe ningún inspector Goole y que ninguna joven murió en la enfermería.
Pero cuando comenzaron a pensar que todo era una broma o que el hombre era un loco suena el teléfono y cuando el señor Birling contesta le comunican que murió una joven por haber tomado desinfectante y que un inspector de policía irá a su casa para interrogarlos.

## Personajes
- Arthur Birling: Patriarca de la familia Birling, es el padre de Sheila y Eric. Es el dueño de la empresa Birling y Cía. Es definido por el autor como un hombre de aspecto pesado, imponente, de unos 55 años, de modales desenvueltos pero provinciano en su forma de hablar. Lo único que le importa es el dinero.
- Sybil Birling: Esposa de Arthur y madre de Sheila y Eric. Está muy contenta con el compromiso de su hija. Tiene unos 50 años. Es un poco fría. Proviene de una categoría social superior a la de su marido. Es miembro de la Sociedad de Beneficencia Femenina de Brumley.
- Gerald Croft: Hijo de George Croft, dueño de la empresa Croft Limitada. Esa noche le dio un anillo a su prometida Sheila. Es un hombre honrado, inteligente y seductor. Fue quien dedujo la verdadera historia del inspector y de Eva Smith, la joven que se suicidó. Nunca le cayó simpático el inspector. Gerald Croft conocía a Eva Smith, había tenido un encuentro amoroso con la joven.
- Sheila Birling: Hija mayor de los Birling, es una chica bella de 21 años que se siente muy satisfecha con su vida. En la historia representa un personaje muy egoísta. Se compromete con Gerald la noche en la cual se desarrolla la escena. Tanto Sheila como su hermano Eric son los que más sufren por la historia de Eva Smith.
- Eric Birling: Es el hijo menor, tiene veinte años. Es una persona tímida y también terminante a la cual le gusta tomar alcohol. No se lleva bien ni con sus padres ni con Sheila. Sin embargo, es confidente de su hermana y siempre coinciden en sus opiniones. Fue una persona importante para Eva Smith (interpretada por Daisy Renton). Cuando él se entera de que ella queda embarazada intenta abonarla con dinero robado de su padre, sin embargo, Eva al enterarse de esto decide no aceptar más el dinero y cortar todo lazo con el.
- Inspector Goole: Hombre misterioso, de malos modales, malicioso, aplomado, sólido y resuelto. Tiene 50 años. Tiene como característica que habla con fuerza, mirando fijo a su interlocutor. Viste un traje oscuro.
- Edna: La sirvienta. Tiene poco protagonismo. Hace alusión al nombre del libro cuando dirigiéndose a Birling le dice: «Con su permiso señor. Ha llegado un inspector».

## Historia de Eva Smith
Trabajaba en la empresa de Arthur Birling. Como los sueldos eran bajos Eva organizó una huelga junto a sus compañeras en reclamo de una mejora salarial. Luego de unos días el señor Birling la llamó y le ofreció un aumento y la posibilidad de promoverla. Ella no aceptó dado que sería la única empleada beneficiada en ese arreglo y quedaban por fuera sus compañeras. 

## Lugares
- Casa de los Birling: donde se desarrolla la obra.
- Enfermería: donde muere Eva Smith.
- Departamento de Policía: donde llama Gerald.
- Sociedad de Beneficencia: de donde es miembro Sybil.
- Millwards: el segundo trabajo de Eva Smith.
- Birling y Cía: donde trabajó por primera vez Eva Smith.
- Bar Palace: donde se conocen Eva y Gerald.

## Producciones
La obra se estrenó en 1945 en dos teatros de Moscú. Su primera representación en inglés data de 1946 en el New Theatre de Londres, con Ralph Richardson como el inspector Goole, 
Julian Mitchell como Arthur Birling, Marian Spencer como Sybil Birling, Margaret Leighton como Sheila Birling, Alec Guinness como Eric Birling y Harry Andrews como Gerald Croft.
Cedric Hardwicke fue el director de la representación en Broadway entre el 21 de octubre de 1947 y el 10 de enero de 1948.
En España se estrenó el 25 de mayo de 1951 en el Teatro Español de Madrid, con adaptación de Félix Ros, dirección de Cayetano Luca de Tena, escenografía de Emilio Burgos e interpretación de María Jesús Valdés, Julia Delgado Caro, Rafael Bardem, Guillermo Marín, Gabriel Llopart, Jacinto Martín, y Maruja Recio.
Desde entonces, la obra ha sido representada en los escenarios españoles y latinoamericanos en varias ocasiones, pudiendo mencionarse las siguientes: 
- En 1972 en el Teatro Reina Victoria de Madrid, dirigida por José Osuna y con Javier Escrivá, José María Guillén, Lola Lemos, Alberto Bové y Marisol Ayuso.
- En 1973, para televisión (Estudio 1, TVE), con los siguientes intérpretes: Manuel Gallardo, Ana Mariscal, Narciso Ibáñez Menta, Manuel Galiana, Tomás Blanco y Amparo Pamplona.
- En 1994, en el Teatro Reina Victoria de Madrid, dirigida por Ángel Egea y con Fernando Guillén, Paco Casares, Tomás Gayo, Isabel Gaudí, Alberto Delgado, Concha Hidalgo y Carmen Bernardos.
- En 1998, en el Teatro Ateneo de Buenos Aires, dirigida por Sergio Renán y con Lito Cruz, Graciela Dufau, Inés Estévez, Fabián Vena, Héctor Bidonde, Federico D'Elía y Pochi Ducasse.
- En 2002, en el Teatro Ateneo del Táchira, Venezuela, dirigida por Zaida Castellanos y con Georgy Sánchez, Nathalia Rivas, Tupac Chávez, Randolfo Blanco, Marlon Mora, Ale Zambrano y Juana Zambrano.
- En 2009 con dirección de Román Calleja e interpretación de Concha Cuetos, Francisco Valladares, José Luis Pellicena, Iván Gisbert, Lola Manzanares y Guillermo Muñoz.
- En 2011, en el Teatro La Latina de Madrid, con dirección de José María Pou, e interpretación del propio Pou, Carles Canut, Victoria Pagès (sustituida por Amparo Pamplona), Rubén Ametlle, Paula Blanco y David Marcé.
- En 2014, en el Teatro Trasnocho de Caracas, con dirección de Basilio Álvarez, adaptación de Ugo Ulive, y las actuaciones de Jorge Palacios, Patty Oliveros, Juan Carlos Ogando, Valentina Rizo, Alejandro Díaz Iacocca y Jesús Nunes.
- En 2019, en el Auditorio Santa Cecilia de la Pontificia Universidad Católica Argentina, con dirección de María Isabel Smith Estrada, adaptación de María Clara Armellín, y las actuaciones de Franco Cáceres, Malena Noemí Vallecorsa, María del Carmen de Lezica, Galileo Gabriel Venica, María Reina Marques dos Santos, Teo Balbo, Florencia Baez Biasizo, Bianca Lucía Agostinelli, María Agostina Cavasotto, María Regina Carlos Sánchez y Martín de Palma Portela.